# Bodo von Harbou
Bodo von Harbou (Stollhamm, gemeente Butjadingen, 7 april 1887 - Berlijn, 22 december 1943) was een Duits militair die betrokken was bij de voorbereidingen tot het complot van 20 juli 1944.

## Levensloop
Bodo von Harbou maakte carrière binnen het keizerlijke Duitse leger en sloot vriendschap met Joachim von Stülpnagel en Kurt von Schleicher. Von Harbou nam deel aan de Eerste Wereldoorlog en was adviseur van kwartiermeester-generaal Erich Ludendorff. Hij trad na de oorlog toe tot de Reichswehr.
Bodo von Harbou werd aan het begin van de Tweede Wereldoorlog chef van de Commandostaf (Kommandostab) van de militaire gouverneur van bezet België. Hij was verantwoordelijke voor het militaire aspect van het bestuur. Zijn superieur was generaal Alexander von Falkenhausen, de militair gouverneur van België en Noord-Frankrijk. In 1943 werd von Harbou bevorderd tot kolonel en lid van de generale staf. Hij was in diezelfde periode betrokken bij de eerste voorbereidingen van de aanslag op Hitler, die door kolonel Claus Schenk von Stauffenberg op 20 juli 1944 zou gepleegd worden en die mislukte.
Op 16 december 1943 werd von Harbou gearresteerd en naar Berlijn gevoerd. Tegen hem waren klachten ingediend van zwarte-marktactiviteiten en van deviezensmokkel. Het was, in zijn persoon, vooral Alexander von Falkenhausen die men wilde treffen, tegen wie trouwens dezelfde beschuldigingen werden geuit door de geheime diensten van de SS. De instigatoren waren Ernst Kaltenbrunner en Heinrich Himmler, en de beschuldigingen pasten in de jarenlange strijd van de nazi's tegen de traditionele Wehrmachtofficieren, die vaak tot de Duitse adel behoorden. Concreet ging het om de strijd tegen von Falkenhausen en het 'Militärbefehl' in België dat ze wilden vervangen door een aan de SS onderworpen 'Zivilverwaltung'. Van het aan gang zijnde complot tegen Hitler waren de geheime diensten toen niet op de hoogte. Eenmaal in de cel beland in Berlijn beroofde von Harbou zich van het leven, ten onrechte vrezend dat men op de hoogte was van zijn betrokkenheid bij het complot tegen Hitler en dat hij onder scherpe ondervraging zou kunnen door de mand vallen en zijn medecomplotteurs zou verraden.

## Decoraties
- Eisernes Kreuz II. Klasse 1939

## Voetnoten
1. ↑  De Reichswehr was de benaming van het leger van de Weimarrepubliek en bestond uit het restant van het keizerlijke leger